# Will Champlin
Will Champlin (* 24. April 1983 in Los Angeles, Kalifornien) ist ein US-amerikanischer Singer-Songwriter. Größere Bekanntheit erlangte er 2013 durch seine Teilnahme an der Castingshow The Voice. Er ist der Sohn von Bill Champlin.

## Karriere
Aufgewachsen ist Will Champlin in Los Angeles. Später besuchte er das Berklee College of Music in Boston und ging dann nach Nashville, um sich musikalisch weiterzuentwickeln. Er arbeitete als Songwriter und als Studio- und Tourmusiker. Unter anderem war er an Heather Headleys Grammy-Album Audience of One als Songautor beteiligt. Mit Chicago (der ehemaligen Band seines Vaters), Glen Frey oder Billy Ray Cyrus ging er auf Tour. Und nach seiner Rückkehr nach Los Angeles spielte er das Klavier ein für das letzte Album von Michael Jackson.
Um seine Solokarriere voranzubringen, bewarb er sich 2013 für die fünfte Staffel der Castingshow The Voice. Bei den Blind Auditions entschieden sich drei Coaches für ihn, bei den anschließenden Battles verlor er dann allerdings sein Duell und kam nur weiter, weil der vierte Coach, Christina Aguilera, ihn noch in ihr Team holte. Danach verlor er erneut die Knockout-Runde und diesmal holte ihn Adam Levine wieder in sein Team zurück. In den Liveshows konnte Champlin dann jedoch überzeugen und war in Runde vier sogar der einzige Teilnehmer, der seinen Beitrag, den Etta-James-Klassiker At Last, in die Top Ten der iTunes-Charts und sogar in die Billboard Hot 100 bringen konnte. Schließlich erreichte er sogar das Finale der Show und belegte am Ende Platz drei.

## Diskografie
Lieder
- Songs aus den The-Voice-Sendungen vom 23. September bis 17. Dezember 2012
  - Not over You (Gavin DeGraw)
  - Radioactive (Imagine Dragons – „Battle“ mit James Wolpert)
  - When I Was Your Man (Bruno Mars)
  - Secrets (OneRepublic)
  - Demons (Imagine Dragons)
  - Love Me Again (John Newman)
  - At Last (Etta James)
  - A Change Is Gonna Come (Sam Cooke)
  - Hey Brother (Avicii)
  - Carry On (Fun)
  - Tiny Dancer (Elton John – Duett mit Coach Adam Levine)
  - (Everything I Do) I Do It for You (Bryan Adams)